# 긴잎끈끈이주걱
긴잎끈끈이주걱은 끈끈이귀개과의 여러해살이풀로 학명은 Drosera anglica이다.

## 특징
식충식물의 하나로, 잎은 뭉쳐나고 거꾸로 된 피침 모양이다. 7~8월에 흰 꽃이 10~25cm의 꽃줄기 끝에 피고, 열매는 검은색의 긴 타원형 삭과(蒴果)를 맺는다.
잎에 붙은 긴 털을 ‘선모’라고 한다. ‘샘털’이라고도 하는데 표피의 일부가 뽀족하게 나온 것으로, 끝이 동그랗게 부푼 것이 많다. 선모에서는 소화 효소가 들어 있는 점액이 나오는데, 벌레가 이 점액에 달라붙으면 긴 잎을 말아 벌레를 소화시킨다.

## 분포
들의 습지에서 자라는데 우리나라에서는 북부 지방에 분포한다.

## 사진

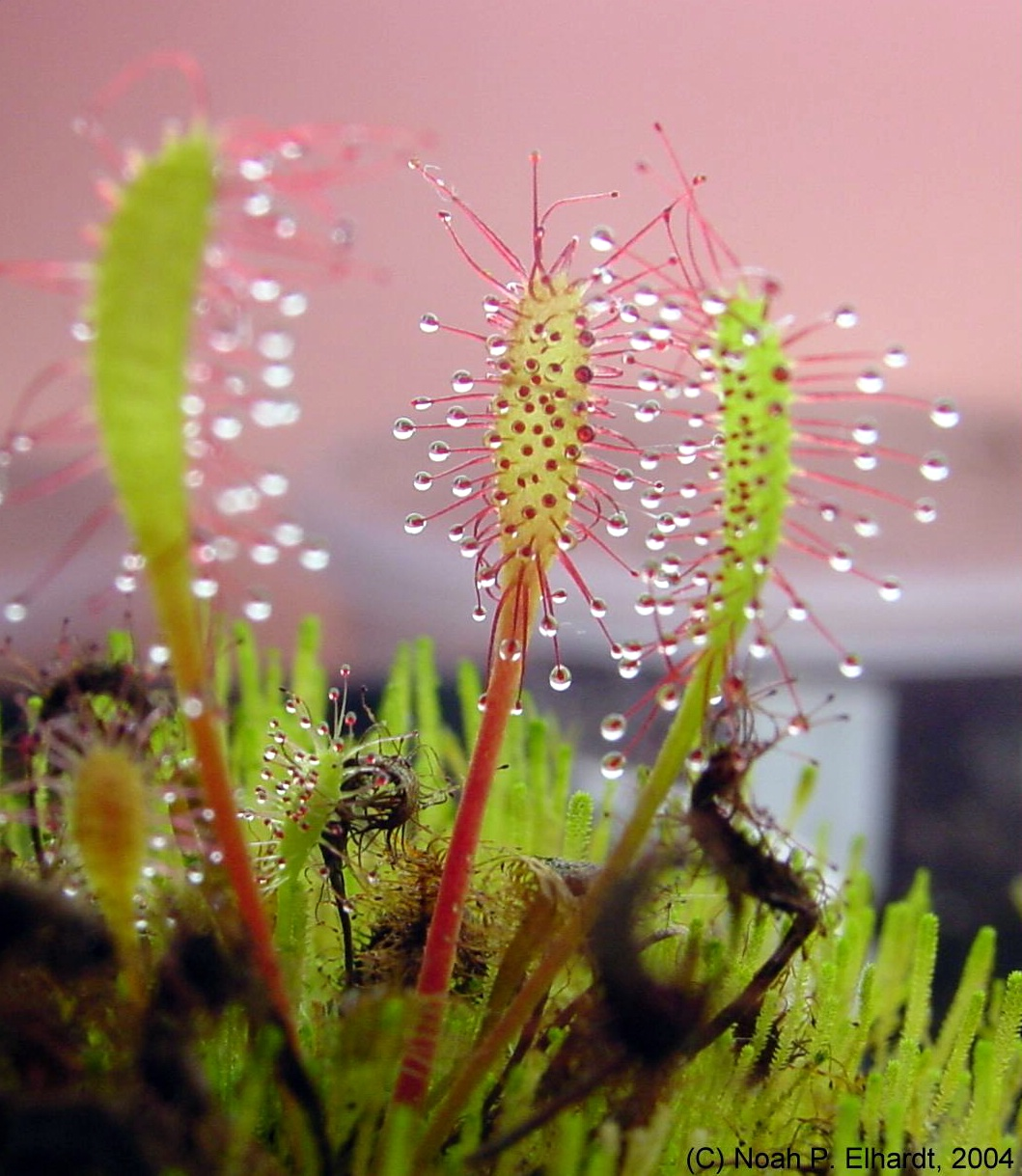
하와이 카우아이섬의 긴잎끈끈이주걱
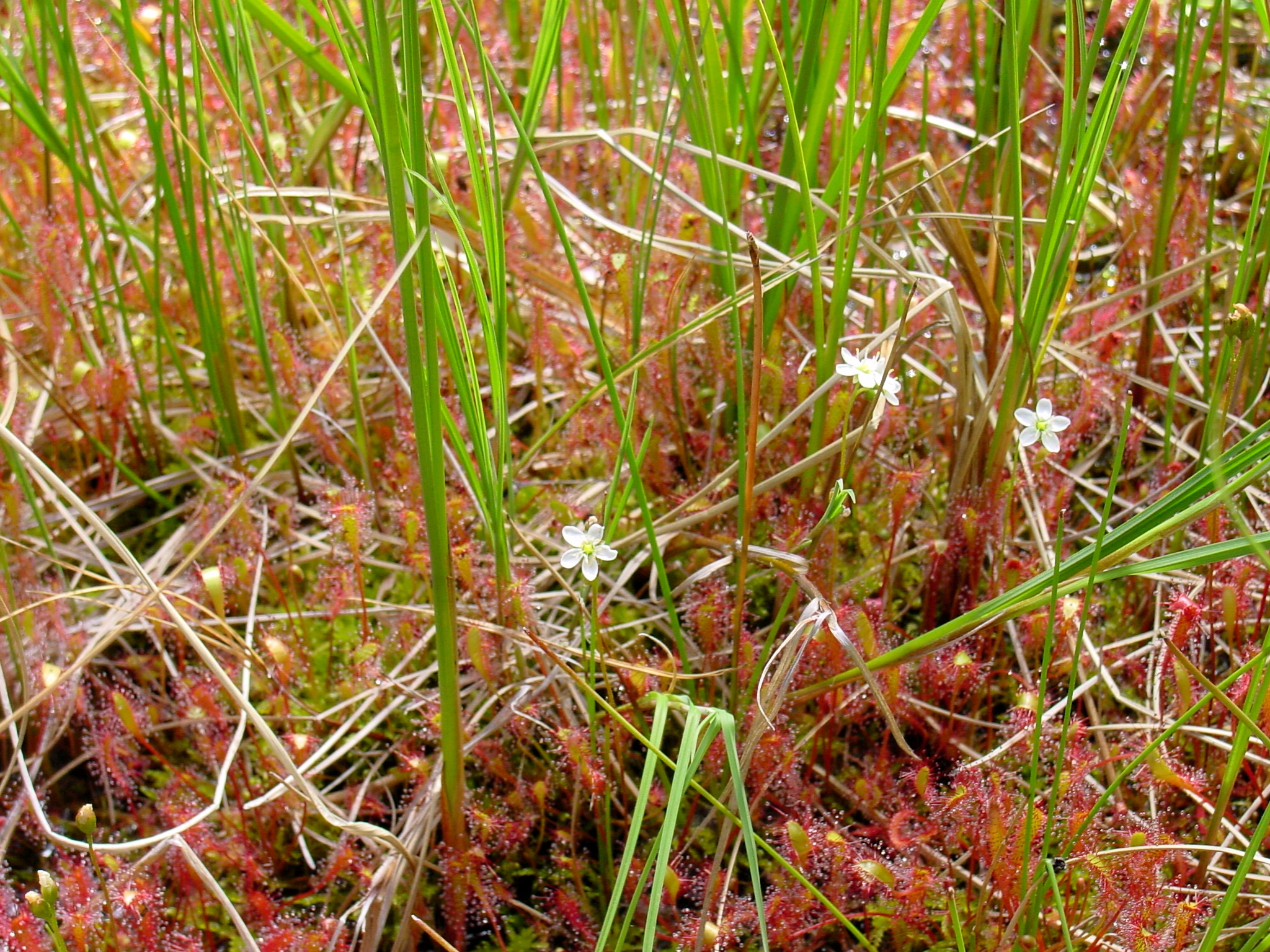
긴잎끈끈이주걱 군락
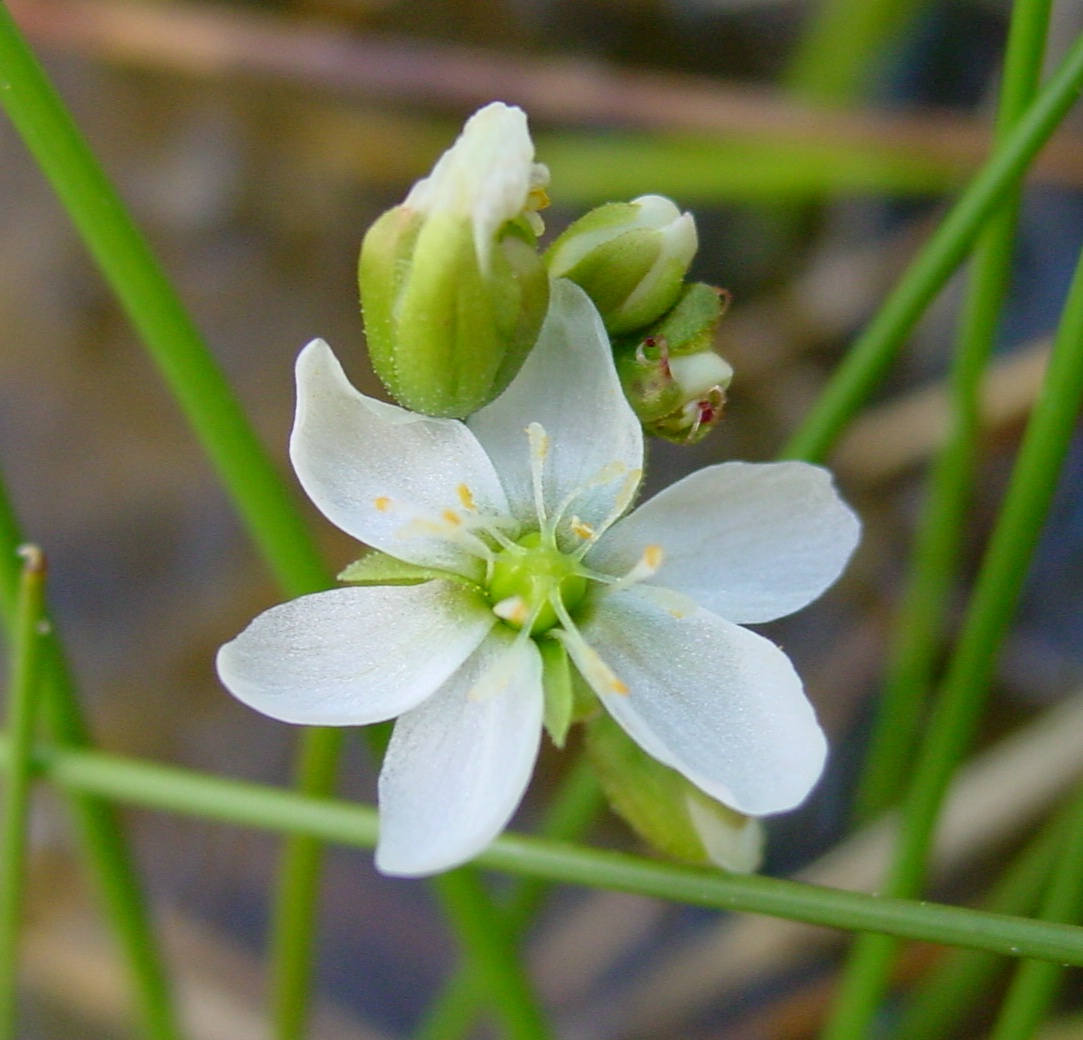
꽃
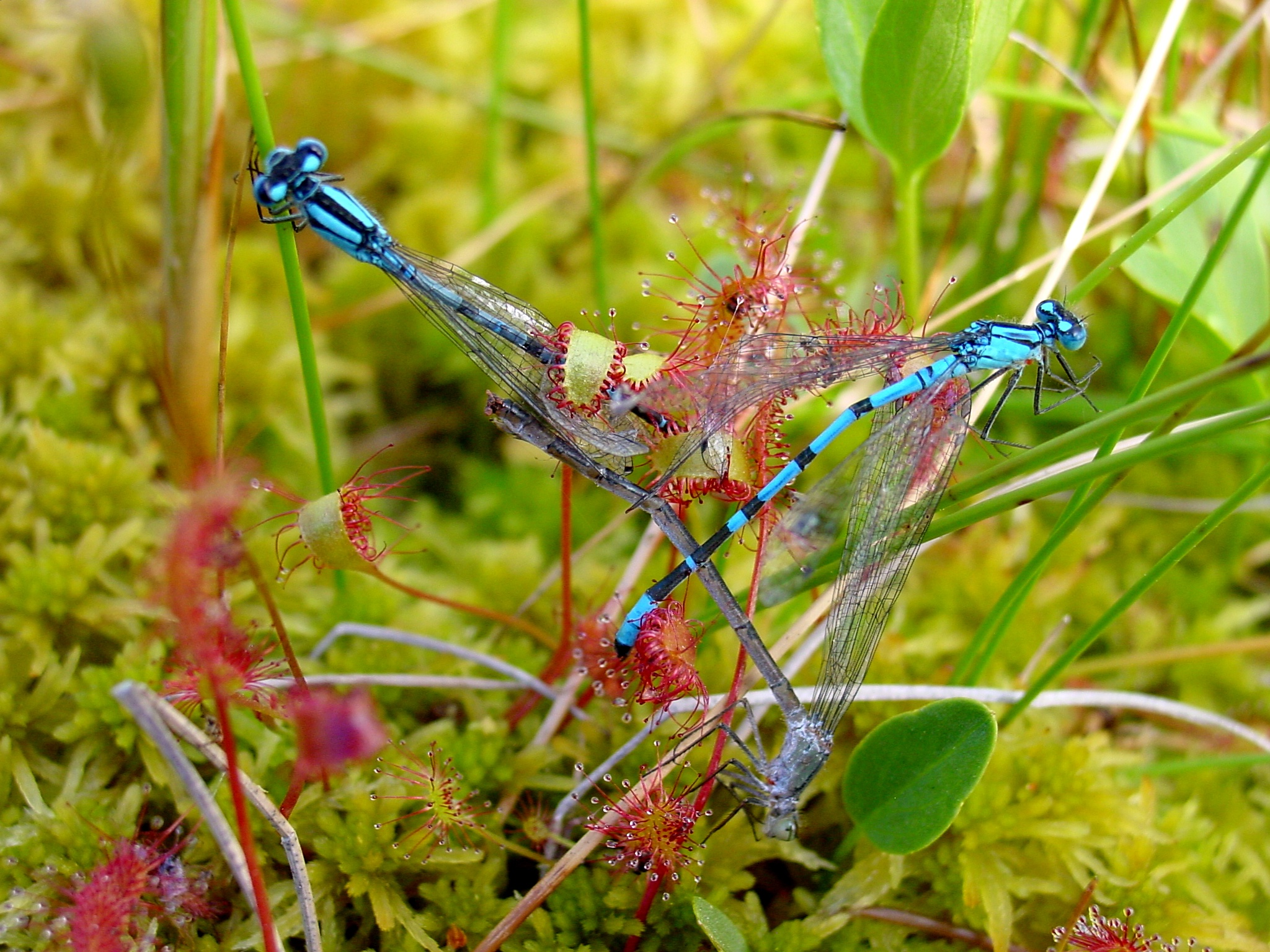
붙잡힌 잠자리
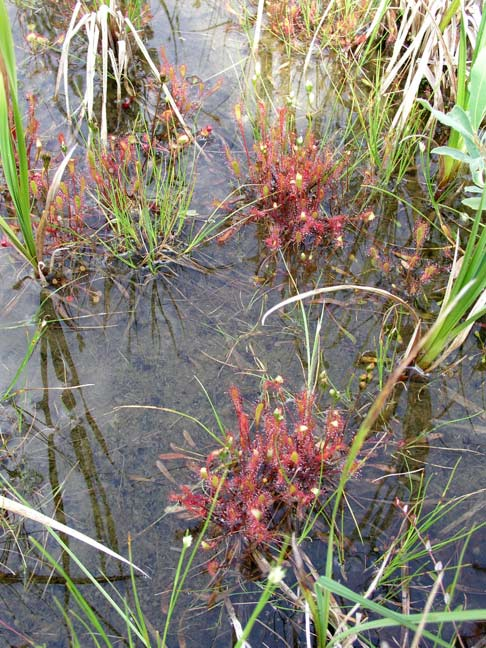
캐나다의 긴잎끈끈이주걱